# كينغ كيلي
كينغ كيلي (بالإنجليزية: King Kelly)‏ هو لاعب كرة قاعدة أمريكي، ولد في 31 ديسمبر 1857 في تروي في الولايات المتحدة، وتوفي في 8 نوفمبر 1894 في بوسطن في الولايات المتحدة بسبب ذات الرئة.

## وصلات خارجية
- كينغ كيلي على موقع دوري كرة القاعدة الرئيسي (الإنجليزية)
- كينغ كيلي على موقعبيزبول رفرنس.كوم (الدوري الرئيسي) (الإنجليزية)
- كينغ كيلي على موقعبيزبول رفرنس.كوم (الدوري الثانوي) (الإنجليزية)
- كينغ كيلي على موقع جمعية أبحاث البيسبول الأمريكية (الإنجليزية)
- كينغ كيلي على موقع إي إس بي إن.كوم (أم.أل.بي) (الإنجليزية)
- كينغ كيلي على موقع مشجعي الرسوم البيانية (الإنجليزية)
- كينغ كيلي على موقع قاعة مشاهير كرة القاعدة (الإنجليزية)